# Afganistan
Afganistan (paš. افغانستان, Afġānestān), službeno Islamski Emirat Afganistan, neobalna je višenarodna država u središnjoj i jugozapadnoj Aziji. Dužina kopnene granice iznosi 5529 km. Na zapadu graniči s Iranom (936 km), na sjeveru s Turkmenistanom (744 km), Uzbekistanom (137 km) i Tadžikistanom (1206 km), na sjeveroistoku s Narodnom Republikom Kinom (76 km), a na istoku i jugu s Pakistanom (2430 km). Kabul je najveći i glavni grad Afganistana i u njemu živi otprilike 3,9 milijuna stanovnika. Od 15. kolovoza 2021. Afganistan je de facto pod kontrolom talibana.
Arheolozi su na području današnjeg Afganistana pronašli dokaze ljudske prisutnosti koji datiraju iz starijeg kamenog doba. Pretpostavlja se da se urbana civilizacija na tom području pojavila između 3000. i 2000. pr. Kr. S obzirom na to da se nalazi na vrlo važnom mjestu koje povezuje kulturu Bliskog istoka sa srednjom Azijom i Indijskim potkontinentom, stoljećima je bilo dom raznim narodima i svjedok je raznih vojnih kampanja, među kojima su najistaknutije kampanje Aleksandra Velikog, Džingis-kana i zapadnih sila u moderno doba. Na tom su području Grčko-baktrijsko kraljevstvo, Kušansko Carstvo, Bijeli Huni (Heftaliti), Samanidi, Gaznavidi, Goridi, Hildžiji, Timuridi, Moguli i Durani počeli graditi snažna carstva.
Politička povijest modernog Afganistana počinje 1709., kad je u Kandaharu uspostavljena dinastija Hotaki, a 1747. dolazi do uspona duranskog carstva. Krajem 19. stoljeća Afganistan postaje tampon država tijekom „Velike igre“ između Britanske Indije i Ruskog Carstva. Nakon Trećeg anglo-afganistanskog rata 1919. kralj Amanullah Khan započinje zapadnu modernizaciju svoje zemlje. Članica je Ujedinjenih naroda od 1946. Tijekom hladnog rata, nakon povlačenja Britanaca iz Indije 1947., SAD i Sovjetski Savez počinju širiti svoj utjecaj u Afganistanu. Godine 1978. Afganistan postaje socijalistička država, što je dovelo do Sovjetsko-afganistanskog rata između protukomunističkih islamskih gerilskih skupina i afganske komunističke vlade (pod potporom Sovjetskog Saveza), u kojem je živote izgubilo više od milijun Afganistanaca. Nakon toga devedesetih je godina 20. stoljeća uslijedio Afganistanski građanski rat, uspon i pad ekstremističke talibanske vlasti i rat u Afganistanu, koji je trajao od 2001. do 2021. U prosincu 2001. Vijeće sigurnosti Ujedinjenih naroda odobrilo je stvaranje Međunarodnih snaga za sigurnosnu pomoć (ISAF) radi održavanja sigurnosti u Afganistanu da bi se pomoglo vladi Hamida Karzaia.
Tri desetljeća ratovanja Afganistan su učinila jednom od najopasnijih zemalja na svijetu. Dok međunarodna zajednica pokušava obnoviti tu ratom razorenu zemlju, terorističke skupine, kao što su Haqqani mreža i Hezb-e Islami Gulbuddin, aktivno su uključene u svjetske pobune Talibana koje se sastoje od stotina atentata i napada bombaša samoubojica. Prema Ujedinjenim narodima te su pobune odgovorne za 80 % civilnih žrtava od 2011. do 2012. u ratu koji je trajao od 2001. do 2021. Dvadesetogodišnji rat između vlade koju podržava SAD i talibana završio je talibanskom ofenzivom 2021., što je rezultiralo padom Kabula i dolaskom talibana na vlast.
Oko 42 % stanovništva Afganistana živi ispod linije apsolutnog siromaštva, što znači da njihov prihod čini manje od 1,25 američkih dolara dnevno, a stopa pismenosti odraslih osoba iznosi 43 %.

## Novija povijest
U doba velikih kolonijalnih sila (18. i 19. st.), na području Azije, Afganistan je bio tampon zona između utjecaja Ruskog i Britanskog Carstva.
Godine 1979. SSSR pokreće invaziju na Afganistan nakon sukoba koji su započeli državnim udarom; prvo Sardara Muhameda Dauda 1973., a kasnije komunstičke Afganistanske Demokratske Narodne Stranke u Saur revoluciji u travnju 1978. Zbog frakcionaštva Partije i sve slabijeg utjecaja na terenu, SSSR se odlučuje na invaziju kojom bi se učvrstilo Parcham krilo Partije, pod vodstvom Babrak Karmala. Rast nezadovoljstva radom Partije privlačio je neistomišljenike u sve jače islamističke pokrete. SSSR se na Božić 1979., odlučuje na riskantnu vojnu intervenciju, čiji će opseg rasti zbog nemogućnosti uspostavljanja mira u zemlji. Nakon međunarodnih pritisaka, učestalih napada mudžahedina (treniranih od strane SAD) te gubitka od oko 15.000 vojnika, SSSR se povlači deset godina kasnije, 1989. (više na Sovjetsko-afganistanski rat).
Nakon sovjetskog povlačenja mudžahedini ruše s vlasti afganistanskog komunističkog predsjednika Nadžibulaha i osvajaju Kabul. Uz kompromis, vođe mudžahedina Uzbek Abdul Rašid Dostum i Tadžik Ahmad Šah Masud godine 1993. postavljaju Burhanudin Rabanija za predsjednika zemlje.
Godine 1994. pojavljuju se talibani, dotad nepoznata frakcija mudžahedina koja sebe identificira kao „vjerske učenike”. Oni ubrzo započinju svoje širenje iz susjednog Pakistana u smjeru Kabula čime izbija afganistanski građanski rat. Talibani postižu brze uspjehe u borbi čiji je cilj uspostavljanje fundamentalističkih islamskih zakona u zemlji. Uz pomoć sukoba između samih bivših antisovjetskih mudžahedina, talibani osvajaju Kabul u rujnu 1996. godine. Rabani, Masud i Dostum povlače se na sjever u tzv. Sjeverni savez, protutalibanski savez etničkih Uzbeka, Tadžika i Hazara. Nastavkom talibanske ofenzive, ovom je savezu krajem 1990-tih ostao samo mali, sjeverni dio Afganistana.
Talibanski režim odmah nakon osvajanja Kabula nameće islamski fundamentalistički poredak građanima pod svojom kontrolom. Islamski zakoni najteže pogađaju žene, koje su prisiljene oblačiti burke te im je zabranjeno pohađati školu. Nakon terorističkih napada na američka veleposlanstva u Africi 1998. godine, SAD krstarećim projektilima napada nekoliko kampova za obuku terorista al Kaide u Afganistanu. Naime, talibanski režim pružao je utočište toj organizaciji čiji su članovi veterani rata protiv Sovjeta, kao i njezinom čelniku Osama bin Ladenu.
Dana 9. rujna 2001. protalibanski bombaši samoubojice ubijaju vođu Sjevernog saveza Ahmada Šah Masuda, dok su dva dana kasnije počinjeni napadi 11. rujna.
Sjedinjene Američke Države 7. listopada 2001. kao odgovor na terorističke napade od 11. rujna pokreću tzv. Rat protiv terorizma zračnim udarima na ciljeve talibanskog režima i logore za obuku al Kaide, globalne terorističke mreže pod vodstvom Osame bin Ladena. Uz pomoć oporbenog Sjevernog saveza uspjele su srušiti talibanski režim i istjerati većinu vodećih ekstremista iz zemlje. Preživjeli talibani i ekstremisti bježe u planine na jugu zemlje i pokreću gerilski rat.
Nakon talibanskog povlačenja u gerilu država dolazi pod okupaciju SAD-a i međunarodnih snaga ISAF-a.  Članovi Sjeverne Alijanse ulaze u novu afganistansku vojsku te izabire se novi predsjednik, Hamid Karzai. SAD se povukao iz Afganistana u kolovozu 2021. i proglasio kraj rata, nakon čega su vlast ponovno preuzeli talibani.

## Oblik vlasti
Nakon pada talibanske vlasti je u Afganistanu osnovana predsjednička republika. Predsjednik je imao vrhovnu vlast i birao se na općim izborima. Prvog predsjednika je 2002. godine izabrala tradicionalna plemenska skupština Loja Džirga. Nakon odlaska SAD-a, talibani su preuzeli vlast, a dosadašnji predsjednik je pobjegao.

## Uprava

### Administrativna podjela
Afganistan je podijeljen na 34 pokrajine, svaka pokrajina ima svoj glavni grad i pokrajinsku administraciju. Svaka pokrajina je dalje podijeljena na okruge, trenutno ima 398 okruga.
1. Badahšan
2. Badghis
3. Baghlan
4. Balkh
5. Bamjan
6. Dajkundi
7. Farah
8. Farjab
9. Ghazni
10. Ghor
11. Helmand
12. Herat
13. Jowzjan
14. Kabul
15. Kandahar
16. Kapisa
17. Khost
18. Konar
19. Kunduz
20. Laghman
21. Logar
22. Nangarhar
23. Nimruz
24. Nurestan
25. Oruzgan
26. Paktia
27. Paktika
28. Panjšir
29. Parvan
30. Samangan
31. Sare Pol
32. Takhar
33. Vardak
34. Zabol

## Zemljopis
Afganistan je kontinentski zatvorena država (bez izlaza na more) u srednjoj Aziji. Reljef je pretežno planinski. Najveći dio države obuhvaća planinski lanac Hindukuš. Prema istoku se nastavlja na planinski lanac Karakorum, a prema sjeveru na Pamir. Najviši vrh je Nowshak visok 7485 m. Najvažniji prijevoji su Khyber (povezuje Kabul s Pakistanom) i Salang (povezuje Kabul sa sjevernim Afganistanom). Ispod prijevoja Salang, na visini od 3878 m, prolazi najviši cestovni tunel na svijetu. Na jugu je pustinjska visoravan Rigestan.
Afganistan nema mnogo rijeka. Najvažnije su rijeke Kabul koja protječe kroz glavni grad i ulijeva se u Ind, Helmand na jugozapadu i rijeka Pjandž koja protječe granicom Afganistana s Uzbekistanom i Tadžikistanom i ulijeva se u Amu-Darju.
Klima je većinom kontinentalna zbog velike udaljenosti od mora. Količina padalina je relativno mala. Temperature nisu visoke zbog velike nadmorske visine. Na jugu se nalazi pustinja Rigestan.
Kabul je glavni i najveći grad. Ostali veći gradovi su Kandahar, Herat i Mazar-e Šarif.

## Stanovništvo
Afganistan ima mnogo raznih etničkih grupa. Veći dio stanovništva Afganistana čine Paštunci ili Afganci. Ima mnogo Tadžika, Hazara, Uzbeka i Turkmena, posebno na sjeveru zemlje. Preko 99% stanovništva su muslimani (islam je državna religija).
Gustoća naseljenosti nije velika. Najgušće su naseljene planinske doline, posebno na jugoistoku i sjeveru.

## Gospodarstvo
Gospodarstvo je vrlo slabo razvijeno i Afganistan spada među najsiromašnije države svijeta. Većina stanovništva (preko 70%) se bavi poljoprivredom iako je obradivo samo 12% površine. Poljoprivreda je primitivna, uzgaja se pšenica, kukuruz i krumpir. Stočarstvo je vrlo značajno za prehranu stanovništva i izvoz (posebno vune). Najviše se uzgajaju ovce i koze. Proizvodnja predmeta od vune (posebno tepiha) spada među tradicionalno najvažnije gospodarske grane. Glavnina gospodarske dobiti otpada na ilegalan uzgoj maka od kojeg se proizvodi droga (afganistanska vlada ne kontrolira veći dio države i mnogi lokalni gospodari se financiraju proizvodnjom droge).
Industrija je izrazito skromna. Najvažnija je tekstilna industrija (tradicionalna proizvodnja tepiha i krzna). Afganistan ima mnogo rudnih bogatstava koja se slabo koriste zbog teške dostupnosti i loše infrastrukture. Postoje nalazišta zemnog plina, ugljena, željeza, srebra i bakra.

## Promet
Cestovni promet je vrlo slabo razvijen zbog siromaštva, ratova i nepovoljnog planinskog reljefa. Većina cesta je građena za vrijeme sovjetske okupacije, a mnoge su uništene za vrijeme rata. Sagrađene su ceste preko planinskih prijevoja koje povezuju najveće gradove i Kabul s Pakistanom. Značajna je cesta preko prijevoja Salang na kojoj postoji najviši cestovni tunel na svijetu (na 3400 m nadmorske visine).
Afganistan ima 25 km željezničkih pruga koje povezuju pogranične gradove sa susjednim državama (Herat s Iranom, Tovragondi s Turkmenistanom i Termez s Uzbekistanom). Postoji pruga iz Pakistana do granice na Hajberskom prijevoju, a planira se produžiti do Kabula.
Riječne luke Šir Khan i Hijrabad na rijeci Pjandž su značajne za međunarodni promet (povezuju se s rijekom Amu-Darjom i dalje prema Uzbekistanu i Turkmenistanu).

## Znamenitosti
Najpoznatija afganistanska znamenitost su ostaci kipova Bude u Bamijanu koje su talibani uništili 2001., a prije su bili najveći kipovi Bude na svijetu. Afganistan ima više islamskih hodočasničkih centara (Velika džamija u Heratu, Plava džamija u Mazar-e Šarifu, džamija Hirkua Šarif u Kandaharu). Značajni su ostaci prijestolnice države Gaznavida u gradu Gazni. U Kabulu postoje ostaci tvrđave i kraljevske palače.

## Sport
Sportom u Afganistanu upravlja Afganistanski sportski savez. Kriket i nogomet su dva najpopularnija sporta u zemlji. Afganistanska sportska federacija promiče kriket, nogomet, košarku, odbojku, golf, rukomet, boks, dizanje utega, atletiku, klizanje, kuglanje, šah i druge sportove.

## Vanjske poveznice
- Službena stranica  Arhivirana inačica izvorne stranice od 21. lipnja 2010. (Wayback Machine)
- Karta Afganistana

Sestrinski projekti
|  | Zajednički poslužitelj ima stranicu o temi Afganistan    |
|  | Zajednički poslužitelj ima još gradiva o temi Afganistan |
|  | Wječnik ima rječničku natuknicu Afganistan               |